# Chen Qiuqi
Chen Qiuqi (jedn. kineski 陈秋绮) (Chen je prezime) (Meizhou, 4. srpnja 1980.) je kineska hokejašica na travi. Igra na položaju vratarke.
Sudjelovala je na OI 2004. u Ateni, na kojima je također branila na svim susretima, osvojivši četvrto mjesto, izgubivši susret za brončano odličje od Argentinki.

## Vanjske poveznice
- Profil